# Weissach (Badenia-Wirtembergia)
Weissach – miejscowość i gmina w Niemczech, w kraju związkowym Badenia-Wirtembergia, w rejencji Stuttgart, w regionie Stuttgart, w powiecie Böblingen. Leży w Heckengäu, ok. 20 km na północ od Böblingen, zaczyna się tutaj linia kolei zabytkowej Elias do Korntal-Münchingen.
Gmina składa się z dwóch dzielnic: Weissach i oddalonego o ok. 1 km Flacht.
W Weissach zlokalizowane jest Centrum Rozwojowe Porsche - Porsche Entwicklungszentrum wraz z torem testowym.

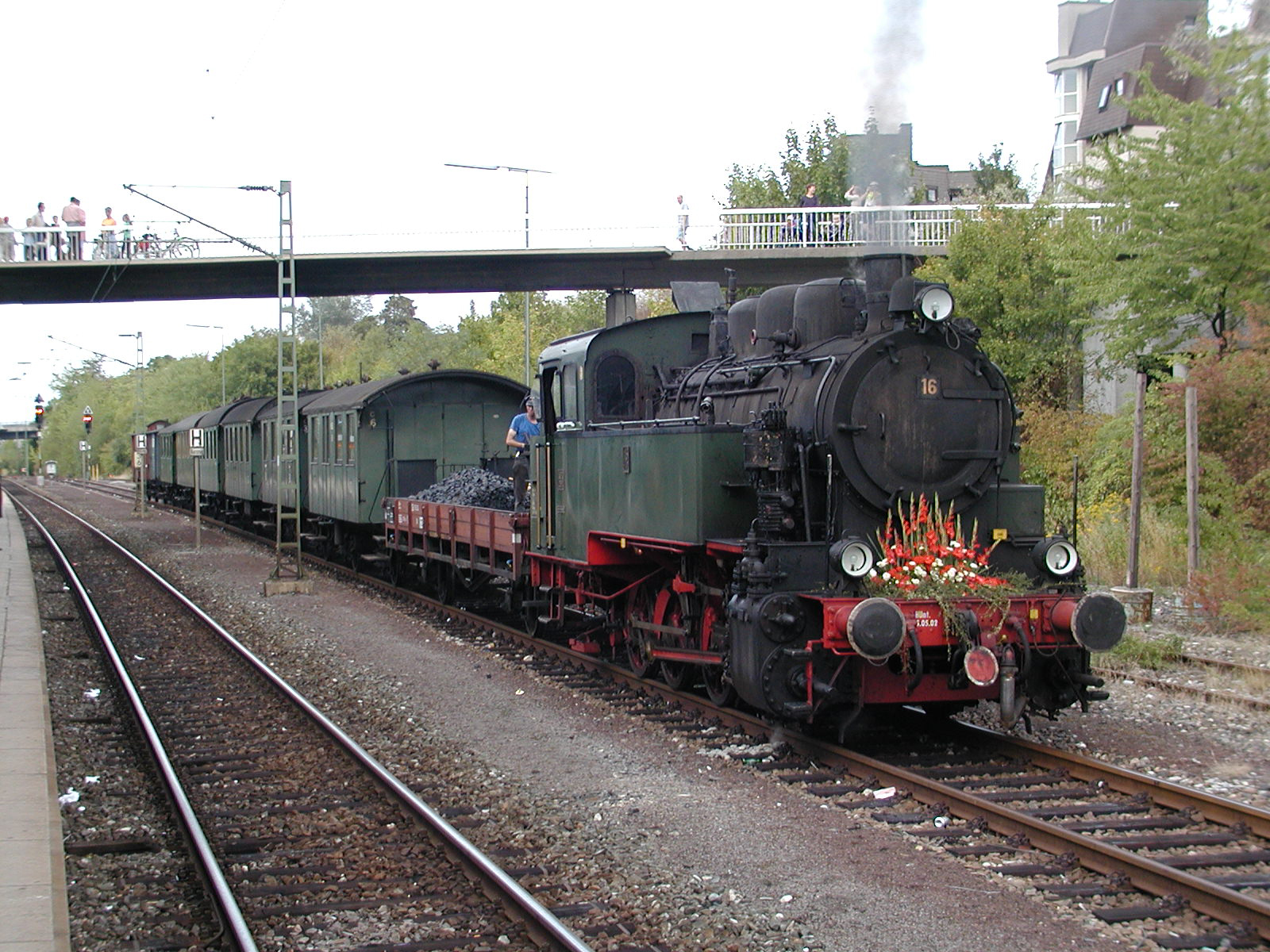
Kolej zabytkowa

## Osoby urodzone w Weissach
- Herbert Linge, kierowca wyścigowy
- Erich Hartmann, as lotnictwa